# Difficult Women
Difficult Women (Mujeres Difíciles) es un cabaret de música folclórica-literaria feminista creado en 1992, en Melbourne, por Lin Van Hek y Joe Dolce.

## Historia
Difficult Women, nombre tomado de los juicios de brujas de Salem, fue establecido como un proyecto de música folclórica literaria por Lin Van Hek y su pareja doméstica, Joe Dolce, a principios de 1992. Hek daba vida a las "mujeres difíciles" interpretando los papeles de las composiciones musicales de Dolce. Para algunas personas, eran mujeres difíciles, y para otras, fueron valientes. El grupo trabajó a través de una combinación de viñetas teatrales, música original, canciones, canto armónico y oración, para contar las historias de mujeres que fueron etiquetadas como "difíciles" por la sociedad por su disposición a desafiar lo que se esperaba de ellas. El espectáculo trataba sobre feministas pioneras que en su momento se pensó que eran 'difíciles', en lugar de visionarias.
Un espectáculo típico contiene más de cuatro horas de material sobre mujeres como Virginia Woolf, Sylvia Plath, Frida Kahlo, Memphis Minnie, Sonya Tolstoi, Gertrude Stein, Alice B. Toklas, Camille Claudel, Katherine Mansfield y Louisa Lawson . Su primera representación fue a mediados de junio de 1992 en La Mama Theatre, Carlton (Victoria).
Los retratos eran suaves pero claros, con inteligentes y pequeños cambios de vestuario que marcaban las diferencias.
En febrero de 1995, Difficult Women se presentó en el Budinski's Theatre of Exile de Carlton. Desde entonces, han realizado numerosas actuaciones.